# Walter C. DeBill Jr.
Walter C. DeBill Jr., (även under pseudonymen Eric von Könnenberg) född 21 januari 1939, är en amerikansk science fiction-författare som framför allt skrivit noveller, bland annat inom Cthulhumytologin.
Han har samarbetat med andra författare, bland annat Robert M. Price.